# 키니라스
키니라스(Cyniras)는 그리스 신화에 나오는 아도니스의 아버지이고, 키프로스의 왕이다. 그리스어로 '애처로운 비명'이라는 뜻이다. 아폴론과 피그말리온의 딸 파포스 사이에서 태어났다고도 하고, 새벽의 여신 에오스와 티토노스의 자손인 산도케스의 아들이라고도 한다. 또는 키프로스에 이주한 킬리키르 사람이라고도 한다. 키니라스는 키프로스 서쪽 해안에 새로운 도시를 세우고 파포스라 이름지었다.

## 신화
오비디우스의 메타모르포세이에 따르면, 키니라스에게는 켄크레이스와의 사이에서 낳은 미라라는 아름다운 딸이 있었는데, 미라는 숱한 구혼자들을 제쳐 두고 아버지에게 연정을 품었다. 이는 미라가 아프로디테에 대한 제사를 게을리 하였기 때문이거나 키니라스가 미라의 미모가 아프로디테보다 뛰어나다고 뻐겼기 때문에 아프로디테가 내린 벌이라고도 한다. 번민하던 미라는 자살을 기도하였으나 유모에게 발견되어 미수에 그치고, 까닭을 묻는 유모에게 사실을 고백하였다. 미라를 딸처럼 키운 유모는 키니라스를 속여 잠자리를 주선하였다. 며칠 밤을 어둠 속에서만 동침한 뒤, 여자의 정체가 궁금해진 키니라스는 불빛을 비춰 얼굴을 보고는 크게 놀랐다. 키니라스는 칼을 뽑아 딸을 죽이려고 하였으나, 미라는 도망쳐서 아라비아반도 남부의 시바 사람들이 사는 곳까지 가게 되었다. 임신한 미라는 삶에 지쳐 신들에게 자신을 산 것도 죽은 것도 아닌 몸으로 변신시켜 달라고 빌었고, 미라의 몸은 곧 나무로 변하였다. 이 나무는 미라의 이름을 따서 미르, 즉 몰약이라고 부르게 되었다. 분만의 여신 에일레이티아가 나무가 된 미라의 출산을 도와주었는데, 이때 태어난 아기가 아도니스이다. 키니라스는 마조람이라는 향초와 관련된 이야기도 전해진다. 아마라코스라는 키니라스의 젊은 시종이 향수 항아리를 옮기다가 실수로 깨뜨린 뒤 야단맞을까 두려워 기절하고 말았는데, 신이 이를 불쌍히 여겨 향초 중에서도 가장 향기가 강하다는 마조람을 내려 주었다는 것이다. 키니라스는 딸과의 근친상간을 부끄러워하다가 자살하였다고도 하고 아프로디테 신전의 사제로 여생을 보냈다고도 한다.